# Andrej Šifrer
Andrej Šifrer, slovenski pevec, kantavtor in skladatelj zabavne glasbe, * 1. maj 1952, Stražišče pri Kranju.
Glasbeno kariero je začel leta 1971 s skupino Tektiti (čeprav je bila njegova prva skupina že prej - Ajvar & Co.). Leta 1975 je posnel svojo prvo skladbo, medijsko pozornost pa je dosegel s skladbo Zoboblues (1976). Leta 1977 (30. 6.) je diplomiral na Pravni fakulteti v Ljubljani. Šifrer je nanizal mnogo glasbenih uspešnic, kot so Vse manj je dobrih gostiln, Moj oče, Bil sem mlad, Debeluhi, Martinov lulček, leta 1998 je tudi prejel nagrado na tekmovanju slovenska popevka za skladbo Za prijatelje. Šifrer je tudi avtor glasbene opreme za eno najbolj gledanih slovenskih TV-nadaljevank, Naša krajevna skupnost. Leta 2023 je objavil izdal prvo pop rock glasbeno kriminalko Volkovi.

## Diskografija
Studijski albumi
- Moj žulj (1978)
- Od šanka do šanka (1979)
- Ideje izpod odeje (1981)
- Nove pravljice za upokojence in otroke (1983)
- Hiti počasi (1990)
- Underground Cowboy (1991)
- Sedem irskih noči (1994)
- Življenje je drag šport (1995)
- Čakam (1998)
- Šifrer & Šlafrock (1999)
- Muza moj'ga bluza (2000)
- Spremenite protokol (2002)
- Kdaj si zadnjič kakšno stvar naredil prvič? (2006)
- Lipicanci (2009)
- Ideje 30 let kasneje (2011)
- Sodelovanja: Tretji zadetki (2012)
- Srce in razum (2015)
- 40 let norosti (2017)
- 40 let Moj žulj (2019)

Albumi v živo
- Ole, ole, ole... iz Buenos Airesa (1993)

Kompilacije
- Bil sem mlad: Prvi zadetki (1990)
- Šum na srcu: Drugi zadetki (2002)

## Slovenska popevka
- 1998: Za prijatelje (Andrej Šifrer - Andrej Šifrer - Patrik Greblo) - 1. mesto (6.905 telefonskih glasov), nagrada strokovne žirije za najboljšo skladbo